# Bacon (Automobilhersteller)
Bacon war ein US-amerikanischer Hersteller von Automobilen.

## Unternehmensgeschichte
Frank W. Bacon handelte in Omaha in Nebraska mit Maschinen. 1901 stellte er Automobile her. Der Markenname lautete Bacon. Er verkaufte sieben Fahrzeuge. Im gleichen Jahr endete die Produktion.
Bacon arbeitete danach für andere Automobilhersteller in Omaha. 1919 gründete er die Bacon Motors Corporation.

## Fahrzeuge
Im Angebot standen Fahrzeuge mit Ottomotor.